# Xylotrechus longithorax
Xylotrechus longithorax är en skalbaggsart som beskrevs av Maurice Pic 1922. Xylotrechus longithorax ingår i släktet Xylotrechus och familjen långhorningar.
Artens utbredningsområde är Laos. Inga underarter finns listade i Catalogue of Life.